# Nuanshui
Nuanshui (kinesiska: 暖水, 暖水乡) är en socken i Kina. Den ligger i den autonoma regionen Inre Mongoliet, i den norra delen av landet, omkring 160 kilometer sydväst om regionhuvudstaden Hohhot. Antalet invånare är 6452. Befolkningen består av 2 672 kvinnor och 3 780 män. Barn under 15 år utgör 10,0 %, vuxna 15-64 år 74 %, och äldre över 65 år 15,0 %.
Genomsnittlig årsnederbörd är 722 millimeter. Den regnigaste månaden är juli, med i genomsnitt 214 mm nederbörd, och den torraste är januari, med 2 mm nederbörd.